# Ditrichum aureum
Ditrichum aureum är en bladmossart som beskrevs av Edwin Bunting Bartram 1936. Ditrichum aureum ingår i släktet grusmossor, och familjen Ditrichaceae. Inga underarter finns listade i Catalogue of Life.